# Мансырев, Серафим Петрович
Князь Серафи́м Петро́вич Мансырев (1866—1928) — русский адвокат, общественный деятель и публицист, член IV Государственной думы от города Риги.

## Биография
Родился 11 (23) марта 1866 года в Княжеве Темниковского уезда. Происходил из потомственных дворян Тамбовской губернии. Землевладелец той же губернии (1356 десятин).
Окончил 1-ю Московскую гимназию (1884) и юридический факультет Московского университета со степенью кандидата прав и золотой медалью за диссертацию «Бумажные деньги в России» (1888); был оставлен при кафедре политической экономии и финансового права.
По рекомендации профессора Чупрова, поступил на службу в Министерство финансов: служил секретарем Казенной палаты в Риге и податным инспектором в городе Верро Лифляндской губернии (1890—1896). Затем был судебным следователем в Самаркандской области и Уфимской губернии. В 1903 году, дослужившись до чина статского советника, вынужден был оставить службу по настоянию департамента полиции.
С 1907 года состоял присяжным поверенным, имел адвокатскую практику в Москве и Риге. Был председателем Русского клуба в Риге, основателем и вице-председателем Русского общества просвещения, председателем Либерального клуба в Риге. Был членом Конституционно-демократической партии, сотрудничал в газете «Русская молва».
В 1912 году был избран в члены Государственной думы от Риги 2-м съездом городских избирателей. Входил во фракцию кадетов, с августа 1915 — во фракцию прогрессистов и Прогрессивный блок. Состоял товарищем председателя комиссии о мероприятиях по борьбе с немецким засильем, а также членом комиссий: бюджетной, по старообрядческим делам, по вероисповедным вопросам, по исполнению государственной росписи доходов и расходов, библиотечной, по запросам, распорядительной, по военным и морским делам. Был докладчиком 4-го отдела по проверке членов ГД и секретарем 6-го отдела Думы. 31 октября 1916 покинул Прогрессивный блок вместе с фракцией прогрессистов.
Во время Февральской революции находился в Петрограде. 27 февраля принимал участие в частном совещании членов ГД в Полуциркульном зале Таврического дворца, поддержал предложение придать Думе функции Учредительного собрания. Работал в Комиссии по принятию задержанных военных и высших гражданских чинов. 1 марта был назначен комиссаром Временного комитета Государственной думы в воинских частях, расквартированных в Петрограде. 19 марта выехал на Западный фронт с полномочиями от ВКГД. В своих выступлениях обвинял царское правительство в измене Родине и пособничестве Германии. 6 апреля был направлен на Румынский фронт и в Бессарабскую губернию с полномочиями комиссара ВКГД. Летом 1917 на страницах журнала «Русская будущность» критиковал руководство ВКГД за бездеятельность. В августе 1917 участвовал в Государственном совещании в Москве.
После Октябрьской революции эмигрировал в Эстонию, где жил до 1920 года. Сотрудничал в «Ревельском слове», редактировал газету «Новая Россия». Затем переехал в Латвию, служил консультантом при министерстве юстиции Латвийской республики. В 1926 году вернулся в Таллин, читал курсы лекций при Русском совете, сотрудничал в газетах «Последние известия», «Наши последние известия» и «День просвещения», входил в редколлегию евразийской газеты «Рассвет».
Скоропостижно скончался на улице от паралича сердца 14 февраля 1928 года.

## Семья
Был женат, имел троих сыновей. Один из них, Всеволод (1898—1944) — выпускник Морского кадетского корпуса (1918), мичман; в эмиграции был в Чехословакии, затем, в начале 1930-х годов издавал в Риге газету «Наше время»; его сын Леонид (1922—1985) — участник антикоммунистического движения, редактор южноафриканского журнала «Ту де Пойнт», консультант Министерства обороны ЮАР по иностранным языкам и международной политике; был старостой прихода Святого Владимира в Претории.

## Сочинения
- Землевладение в Лифляндии // Русский вестник. — Ревель, 1896.
- Поместное сословие в Прибалтийском крае: его происхождение, развитие и настоящее положение. — Санкт-Петербург, 1913.
- Немецкое засилье и Правила 2 февраля 1915 г. — Петроград, 1915.
- Мои воспоминания о Государственной Думе // Страна гибнет сегодня: Воспоминания о Февральской революции 1917 года. — М.: «Книга», 1991.